# Bossley Park

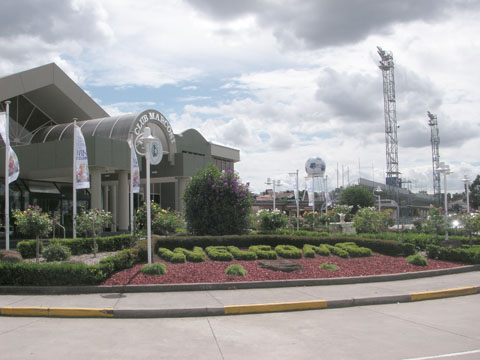
Club Marconi

Bossley Park è un sobborgo di Sydney, nel Nuovo Galles del Sud, Australia. Bossley Park si trova a 36 km west dal centro di Sydney nell'area governativa locale della Città di Fairfield. Bossley Park fa parte della Grande Sydney Occidentale.

## Storia
Bossley Park prende il nome da John Brown Bossley (1810–72), un chimico inglese che acquistò un grande appezzamento di terra lungo la strada di Smithfield Road. Nominò la sua proprietà Edensor come un paese del Derbyshire, Inghilterra. Quando l'area a nord di Edensor fu suddivisa nel 1890, venne chiamata Bossley Park. 
Dopo la seconda guerra mondiale, Bossley Park è diventata meta di molti migranti italiani, che hanno avuto un grande ruolo nella comunità locale.

## Chiese
- Chiesa cattolica di Maria Immacolata
- Chiesa cattolica di San Tommaso Apostolo caldeano
- Chiesa anglicana di San Barnaba[2]